# Паудерсвил (Јужна Каролина)
Паудерсвил (енгл. Powdersville) насељено је место без административног статуса у америчкој савезној држави Јужна Каролина.

## Демографија
По попису из 2010. године број становника је 7.618, што је 2.256 (42,1%) становника више него 2000. године.
| Група             | 2000.         | 2010.         |
| Белци             | 5.004 (93,3%) | 6.514 (85,5%) |
| Афроамериканци    | 233 (4,3%)    | 573 (7,5%)    |
| Азијати           | 20 (0,4%)     | 125 (1,6%)    |
| Хиспаноамериканци | 61 (1,1%)     | 278 (3,6%)    |
| Укупно            | 5.362         | 7.618         |